# Ubaye (Alpes-de-Haute-Provence)
Pour les articles homonymes, voir Ubaye.
Ubaye est une ancienne commune française, située dans le département des Alpes-de-Haute-Provence en région Provence-Alpes-Côte d'Azur.
Elle se trouve dans la partie aval de la vallée de l'Ubaye, à 29 kilomètres de Barcelonnette et 32 de Gap.
La mise en eau du lac de Serre-Ponçon en 1959 ayant comme effet de noyer entièrement le village d'Ubaye, la commune a été alors fusionnée avec la commune voisine du Lauzet pour former une nouvelle commune nommée Le Lauzet-Ubaye. 
Le cimetière reconstruit au bord de la route départementale 954, tracée pour relier Savines à Barcelonnette par l'est du lac en remplacement de la nationale noyée, rappelle la disparition de ce village. Il apparaît cartographiquement comme un lieu-dit de la commune du Lauzet-Ubaye.
L'ancienne commune d'Ubaye et la commune actuelle du Lauzet-Ubaye ne doivent pas être confondues avec la commune limitrophe d'Ubaye-Serre-Ponçon qui résulte de la fusion des communes de La Bréole et Saint-Vincent-les-Forts.

## Géographie
Ubaye est située au nord du département des Alpes-de-Haute-Provence. La commune avait une superficie de 15,45 km2
Elle est traversée par la route départementale 954, reliant Savines-le-Lac au Lauzet-Ubaye via Le Sauze-du-Lac. La route départementale 7 permet d'accéder à Pontis.

## Toponymie
Le nom « Ubaye » est issu du latin Ubagia, du nom de la rivière qui la borde.

## Histoire
Face à la « menace de submersion » du village par le lac, les habitants d'Ubaye réclamaient le rétablissement de la ligne de Chorges sur une vallée considérée comme « l'une des régions les plus isolées de France ». Malgré deux manifestations, le village est condamné, « les habitants renoncent à faire déplacer leur village ». La cote du lac était fixée à 780 m.
Ubaye ne s'était pas prononcée dans une enquête publique de 1952. Les biens communaux sont vendus à EDF en septembre 1955. Par arrêté préfectoral du 3 mars 1959, la commune d'Ubaye est dissoute le 16 mai 1959 et elle est rattachée à la commune de Le Lauzet pour former la nouvelle commune de Le Lauzet-Ubaye. Le village est détruit en juillet 1959. Aucun document « relatif au suivi des familles ayant quitté la commune » n'a été élaboré en ce qui concerne les 133 expropriés ayant quitté le village.
La mise en eau du lac de Serre-Ponçon, qui a débuté en novembre 1959, entraîne la disparition du village d'Ubaye. 65 constructions ont dû être démolies et 150 personnes ont dû quitter le village alors submergé. Le cimetière, dont les habitants refusent qu'il soit submergé par les eaux, a été déplacé « de 300 m », « pierre par pierre », « sur la route du Sauze-du-Lac ».

## Administration
| Période | Période | Identité | Étiquette | Qualité |
| ------- | ------- | -------- | --------- | ------- |
|         |         |          |           |         |

## Économie
En 1950, le village comptait encore « onze commerces, dont un hôtel, 4 cafés, 3 épiceries, 2 merceries, un colporteur ; un entrepreneur, quatre artisans ; sept fonctionnaires ; quatre journaliers, vingt cultivateurs et éleveurs ».

## Démographie
En 1954, dernier recensement connu pour le village, Ubaye comptait 153 habitants.
| 1793 | 1800 | 1806 | 1821 | 1831 | 1836 | 1841 | 1846 | 1851 |
| ---- | ---- | ---- | ---- | ---- | ---- | ---- | ---- | ---- |
| 286  | 226  | 275  | 230  | 202  | 217  | 677  | 234  | 237  |

| 1856 | 1861 | 1866 | 1872 | 1876 | 1881 | 1886 | 1891 | 1896 |
| ---- | ---- | ---- | ---- | ---- | ---- | ---- | ---- | ---- |
| 256  | 232  | 267  | 269  | 276  | 292  | 308  | 314  | 274  |

| 1901 | 1906 | 1911 | 1921 | 1926 | 1931 | 1936 | 1946 | 1954 |
| ---- | ---- | ---- | ---- | ---- | ---- | ---- | ---- | ---- |
| 294  | 308  | 270  | 402  | 219  | 311  | 279  | 174  | 153  |

Histogramme

(élaboration graphique par Wikipédia)

## Lieux et monuments
- Le cimetière (44° 27′ 53″ N, 6° 21′ 40″ E) est le seul édifice subsistant.